# 賴夫爾鎮區 (北達科他州赫廷傑縣)
賴夫爾鎮區（英語：Rifle Township）是位於美國北達科他州赫廷傑縣的一個鎮區。

## 地方資料
賴夫爾鎮區的面積為92.09平方千米，當中陸地面積為92.05平方千米，而水域面積為0.04平方千米。根據2020年美國人口普查的數據，當地共有人口27人，而人口密度為每平方千米0.29人。